# Lizzie Tallberg
Lizzie Tallberg, född 16 november 1903 i Stockholm, död 16 augusti 1960 i Engelbrekts församling i Stockholm, var en svensk tecknare, skriftställare och sångare.
Hon var dotter till Axel Tallberg och Greta Santesson. Tallberg studerade vid Tekniska skolan, Blombergs och Welamsons konstskolor i Stockholm. Därefter studerade hon privat för Isaac Grünewald samtidigt som hon utbildade sig till sångare. Under 1930- och 1940-talen utförde hon ett stort antal bokillustrationer för olika författare. Hon skrev själv små sagor som publicerades i olika veckotidningar. Separat ställde hon ut på Gummesons konsthall i Stockholm 1940. Hon drabbades i mitten av 1940-talet av en invalidiserande sjukdom som tvingade henne att sluta som konstnär. Hennes konst består förutom illustrationer till stor del av porträtt. Lizzie Tallberg är begravd på Norra begravningsplatsen utanför Stockholm.